# Mazz Murray
Mazz Murray (Londra, 26 novembre 1974) è un'attrice e cantante britannica, nota soprattutto come interprete di musical nel West End londinese.

## Biografia
Mazz Murray è nata a Londra, figlia di Mitch Murray e Grazina Frame. Ha fatto il suo debutto sulle scene del West End nel 2000 in un revival del musical Fame, mentre due anni più tardi si è unita alla compagnia originale di We Will Rock You in scena al Dominion Theatre. È rimasta nel cast dello show per quattro anni, prima come ballerina di fila e poi nel ruolo principale di Killer Queen a partire dal 2004. 
Dopo aver interpretato Maureen nella tournée britannica del musical Premio Pulitzer Rent, nel 2015 è tornata a recitare sulle scene londinesi per interpretare Tanya nel musical Mamma Mia!. Nel 2018 ha rimpiazzato Ruthie Henshall nel ruolo di Mama Morton nel musical Chicago al Phoenix Theatre, mentre l'anno successivo è tornata a recitare in Mamma Mia!, questa volta nel ruolo della protagonista Donna Sheridan. Nel 2021 ha interpretato Norma Desmond in un allestimento concertistico di Sunset Boulevard in scena ad Alexandra Palace con la direzione musicale di Alex Parker, prima di tornare a interpretare Donna nella produzione stabile di Mamma Mia! nel West End.
È sposata dal 2008 con l'israeliano Oren Arus.

## Filmografia parziale

### Cinema
- Mamma Mia! Ci risiamo (Mamma Mia! Here We Go Again), regia di Ol Parker (2018)

### Televisione
- Ben Elton: The Man from Auntie – serie TV, 6 episodi (1994)
- Metropolitan Police – serie TV, 1 episodio (1996)
- EastEnders – serie TV, 3 episodi (2004-2017)